# 臺灣客家話
臺灣客家話（客家白話字：Thòi-vân Hak-fa；客家語拼音方案四縣腔：toiˇ vanˇ hagˋ fa；客家語拼音方案海陸腔：toi van hag voiˋ），又稱臺灣客家語，簡稱臺灣客語，是臺灣客家人所使用的客家語，主要源於粵東地區，以及部分閩南地區與閩西地區，於1993年統計約有236.6萬人使用。日治時期常被稱為廣東語，並有若干著作面世。

該語言之優勢腔，是四縣腔與海陸腔，而其中以北四縣腔，較為強勢。在臺灣的公共場合中，即多採該腔調的發音。由於四縣腔與海陸腔的調值，往往相反，所以使用者在誦讀同句話時，經常發生聲調上的「你高我低、你升我降」的情形。除了北四縣腔與海陸腔外，尚有南四縣腔、永定腔、長樂腔、大埔腔、饒平腔、詔安腔等腔調的流通。它們是被合稱為「四海永樂大平安」。

## 歷史

### 1895年至1945年
在臺灣日治時期，即有若干關於臺灣客家語的論文、教科書、辭典先後面世。例如，1900年野田岳陽的《臺灣土語叢誌·廣東語》、1915年志波吉太郎的《廣東語會話篇》、1919年劉克明的《廣東語集成》、1932年臺灣總督府的《廣東語辭典》、1933年菅向榮的《標準廣東語典》、1933年河野登喜壽的《廣東語之研究》等著作。

1932年3月，臺灣總督府，是編印了日語與客家語對照的《廣東語辭典》一冊。它的頁數，為1554頁。而該辭典中的客家語，乃以通行於臺灣北部地區的四縣話作為標準。

### 1945年至2000年
於1945年以後，中華民國政府治理臺灣，其並且積極推動國語運動，以建構國族認同。而在1950年代以降的近半世紀的時間當中，由於該政府獨尊中華民國國語的態度，乃使得臺灣的語言社會，出現了極度失衡的狀況。學者徐富美認為，代表官方語言的國語，是成為高階語言，其並且經常在正式場合中使用。而客家語、閩南語、臺灣原住民語言，則侷限在市井社會中使用，是屬於低階語言。因此，若干受過較高教育者，即在不知不覺間向上聚合，「選擇放棄自己的母語而向國語靠攏」。此外，雖然客家語等語言，均未享有國家的制度性支持。不過，由於臺灣的閩南語的使用人口眾多，所以其中的閩南語，仍然保有極強的存活力。

至1970年代中期，發軔於南歐地區的第三波民主化浪潮，即驅動了臺灣民主的轉型運動。民主轉型，除了帶來憲政體制的變革外，民間的社會力亦受到了解放。1988年2月2日，學者羅肇錦，在《中國時報》的副刊上指出，因為「國語敎育的獨佔，以及大衆傳播的壟斷，加上閩南人口的優勢」，導致了在臺灣的客家人中，卅歲至卌歲者，已是無法使用客家語來演講；廿歲至卅歲者，其所說之客家語，已是國語化的客家語；廿歲以下者，在家裡都不使用客家語。他更表示：「在這種內憂外患之下，客家話還能活多久？」因此，同年12月28日，臺灣客家人中以《客家風雲》雜誌為主體的知識分子，即發起了「還我母語運動」。羅氏指出，該運動所訴求之目標，是要求中華民國政府訂定法規與政策，以積極搶救此一即將走入歷史的語言。而《客家風雲》的創刊與還我母語運動的發起，亦是啟動了臺灣的客家運動，並且推動了客家議題的公共化。

在出版於1994年10月的研討會論文集中，學者徐正光表示，臺灣客家語言文化流失的現象，「是近年來客家族群的共同關懷，也是最感憂慮的一個課題」。

### 2000年以後
在2000年公布的《大眾運輸工具播音語言平等保障法》第6條中，中華民國政府明訂，於大眾運輸工具上，除了以中華民國國語播音外，尚應該以臺灣客家語等其他語言播音。而該政府，亦在2010年公布的《客家基本法》中，訂有其試圖復振客家語的多項條文。例如，第6條的規定，為在客家文化重點發展區內，應該推動該語言為公事語言。

2000年的《大眾運輸工具播音語言平等保障法》、2010年的《客家基本法》、2017年的《原住民族語言發展法》、2019年的《國家語言發展法》等法律，是打造了語言發展的制度性機制。它們不僅增強了中華民國政府對於語言復振的強度與廣度，還有助於族群權利的形塑。易言之，上述的語言法律，乃該政府在語言政策及規劃上的重要工具。

## 劃分
臺灣客家語，一般是以臺灣客家人的祖籍地，為其內部各次方言的命名方式。它有四縣話、海陸話、永定話、長樂話、大埔話、饒平話、詔安話、豐順話、平和話、河婆話等。而在四縣話與海陸話的相互影響下，該語言，亦形成了其新的次方言——四海話。學者洪惟仁，是將臺灣的客家語分為「梅北系方言」、「梅南系方言」、「海陸方言」、「閩潮系方言」四大類。他認為，這些方言，均是混合方言。儘管它們均是以原鄉的地名來命名，而沒有一個方言是中國大陸某一原鄉方言的「純種」後裔。這類情形，即同閩南語的「漳泉濫」的情形相似。在四大類中，梅北系方言，是包括四縣腔與大埔腔；梅南系方言，是包括五華腔（長樂腔）與豐順腔；閩潮系方言，是包括饒平腔、詔安腔、永定腔、武平腔。在洪氏著作中，其語言分類層次，依序是第一層的方言（dialect）、第二層的次方言（subdialect）、第三層的二次方言（sub-subdialect）。例如，梅北系方言，是包含「北四縣話」等次方言；北四縣話，是包含「普通四縣腔」等二次方言。 

學者鍾榮富認為，臺灣客家人對於臺灣客家語的態度，是極強調語言內部的區分。例如，四縣話、海陸話、大埔話、饒平話、詔安話等次方言。其中，亦有研究者，是致力於其他的小眾次方言的區分。例如，河婆話、永定話、豐順話等次方言。在臺灣，客家語的研究與推行的表現，多是在「趨異」上，而鮮少以「趨同」為其立基點。儘管同屬於一個族群，但是由於該語言，在腔調上與地域上的分歧，而使得客家人，也在全國議題或全族群議題上，不易取得一致的共識。

### 四縣話
四縣話，亦稱四縣客家話、四縣客家語、四縣腔，一般是指祖籍為廣東省嘉應直隸州所管轄之鎮平縣、平遠縣、興寧縣、長樂縣，以及該州直轄地的客家人所使用之客家語次方言。該腔調，擁有陰平、陽平、上聲、去聲、陰入、陽入六個聲調，而其去聲，為不分陰陽。在臺灣，它是使用人數最多的客家語次方言，亦是在公共場所中最主要使用的客家語次方言。

#### 特徵
在聲調上，四縣話的調型，是同海陸話的調型相反。陰平，四縣話，是低升調，海陸話，則是高降調；陽平，四縣話，是低平調，海陸話，則是高平調；上聲，四縣話，是降調，海陸話，則是升調；去聲，四縣話，是高平調，海陸話，則是低平調；陰入，四縣話，是低短調，海陸話，則是高短調；陽入，四縣話，是高短調，海陸話，則是低短調。

#### 集中分布地區
1. 桃園市的中壢、平鎮、楊梅（部分）、龍潭。
2. 新竹縣的關西（部分）、峨眉（部分）。
3. 苗栗縣的苗栗、造橋、公館、頭份 （部分）、南庄（部分）、三灣、大湖、銅鑼、三義、西湖、頭屋、卓蘭（大部分）、通霄（部分）、後龍（部分）。
4. 高雄市的美濃、杉林、旗山（部分）、甲仙、六龜。
5. 屏東縣的竹田、萬巒、內埔、長治、麟洛、新埤、佳冬、高樹、九如（部分）、里港（部分）。
6. 臺東縣的池上、關山、鹿野、成功、太麻里、卑南。
7. 花蓮縣的吉安、花蓮、壽豐、玉里、富里。

#### 北四縣與南四縣
由於六堆地區的四縣話與苗栗縣的四縣話，在音韻與詞彙上有些許的不同。因此，又可區分出北四縣腔（苗栗）與南四縣腔（六堆）。例如，由教育部所出版之《部編版客家語分級教材》，即有南四縣腔的版本。《教育部臺灣客語辭典》，也將南、北四縣腔的發音分別標示。南四縣腔與北四縣腔的語音差異，可概括如下：
1. 舌根音（g、k、h、ng）聲母或零聲母與韻母-ien/-ied搭配時，南四縣多讀成-ian/-iad，例如：間（北 gienˊ；南 gianˊ）、挖（北 iedˋ；南 iadˋ）、年（北 ngienˇ；南 ngianˇ）。
2. 南四縣腔有n、l聲母混用之情形，實際讀成何者沒有一定的規律。美濃腔甚至有更嚴重的齒音相混。
3. 南四縣腔的名詞詞尾「仔」讀成 eˋ，而形容詞和副詞詞尾「仔」則有 eˊ、eˇ兩種讀音。

南四縣腔與北四縣腔的常見詞彙差異如下表：
| 北四縣               | 南四縣                            | 華語釋義             | 舉例           |
| -------------------- | --------------------------------- | -------------------- | -------------- |
| 當 (dongˊ)           | 蓋 (goi)                          | 很～                 | 當靚／蓋靚     |
| 忒 (tedˋ)            | 核 (hedˋ)                         | ～掉、～完           | 食忒／食核     |
| 笑 (seu)             | 㖸 (nagˋ)                         | 笑                   |                |
| 放(biong)            | 囥(kong)                          | 放                   |                |
| 囥(kong)             | 庰(biang)                         | 藏                   | 囥人尋/庰人尋  |
| 轉 (zonˋ)            | 歸 (guiˊ)                         | 回                   | 轉屋下／歸屋下 |
| 逐 (dagˋ)            | 每 (miˊ)                          | 每～                 | 逐儕／每儕     |
| 遽遽 (giagˋ giagˋ)   | 遽啊 (giagˋ aˋ) 共快 (kiong kuai) | 趕緊                 | 遽遽去／遽啊去 |
| 餔娘 (buˊ ngiongˇ)   | 姐仔 (jiaˋ eˋ)                    | 老婆                 |                |
| 較 (ka)              | 過 (go)                           | 比較～               |                |
| 盡 (qin)             | 最 (zoi)                          | 最～                 |                |
| ～兜 (deuˊ)          | ～等 (denˊ)                       | ～們（複數人稱代詞） | 佢兜／佢等     |
| 敗勢 (paiˇ se)       | 壞勢 (faiˋ se)                    | 對不起               |                |
| 恁仔細 (anˋ ziiˋ se) | 多謝 (doˊ qia)                    | 謝謝                 |                |
| ～吂 (mangˇ)         | ～無 (moˇ)                        | ～了沒               | 食飽吂／食飽無 |
| 還吂 (hanˇ mangˇ)    | 還毋曾 (vanˇ mˇ qienˇ)            | 還沒                 |                |

南四縣腔的內部，也有細微差異。例如「正來尞」（再見），北四縣腔都是zang loiˇ liau，但美濃則稱作nang loiˇ liau；「佢等」（他們）在一般南四縣腔為giˇ denˊ，在美濃稱作iˇ nenˊ。親屬稱謂部分，北四縣腔習稱祖母（父親的母親）為「阿婆」(aˊ poˇ)，外祖母（母親的母親）為「姐婆」(jiaˋ poˇ)，在美濃則分別稱作「阿嬤」(aˊ ma)與「阿婆」(aˊ poˇ)。

### 海陸話
海陸話，亦稱海陸客家話、海陸客家語、海陸腔，一般是指祖籍為廣東省惠州府的海豐縣與陸豐縣的客家人所使用之客家語次方言，其名稱，乃得自於民間通行的說法。而學者吳中杰指出，在臺灣，使用海陸話的家族的祖籍，主要是位在今日之廣東省的五華縣、揭西縣、普寧市、潮陽區、惠來縣、陸豐市、海豐縣、紫金縣的範圍內。該腔調，擁有七個聲調，其為使用人數第二多的臺灣客家語次方言。由於最常使用它的地方，是在新竹縣，所以其或被稱為新竹腔，其次則是在花蓮縣。該腔調的調值，是同四縣腔的調值相反。而四縣腔與海陸腔的使用者，是占了臺灣客家人口的絕大部分。

#### 集中分布地區
1. 桃園市的觀音、新屋、楊梅（部分）。
2. 新竹縣的新豐、新埔、湖口、芎林、橫山、關西（部分）、北埔、寶山、峨眉（部分）、竹東、竹北（部分）。
3. 苗栗縣的頭份（部分）、南庄（部分）、後龍（部分）。
4. 花蓮縣的花蓮、吉安、壽豐、光復、玉里、瑞穗、鳳林、富里、新城。

海、陸二字分别取自清代海豐縣、陸豐縣的首字。然今日臺灣講海陸腔的客家人，除了清代海豐縣、陸豐縣兩地移民之外，還有來自龍川縣、河源縣、永安縣、歸善縣、博羅縣等地的移民，相當於現在的惠州市、河源市、廣州市和汕尾市。

### 大埔話
大埔話，亦稱大埔客家話、大埔客家語、大埔腔，一般是指祖籍為廣東省潮州府大埔縣等地方的客家人所使用之客家語次方言。大埔縣的地形，錯綜複雜。而該縣的方言，也顯過渡色彩。學者徐登志認為，傳播在今日之臺中市東勢區的客家語（東勢話），即是大埔話。不過，在出版於2010年10月的研討會論文集中，學者吳中杰則是認為，所謂之東勢話，是在臺中縣東部山區中，形成的一種客家語的次方言。雖然它以大埔話為主幹，卻混合了四縣話、海陸話、饒平話、豐順話等次方言的成分。

#### 特徵
大埔腔在許多發音及音調上不同於其他腔調，下列舉其與四縣腔之不同處：比方「客」發 [kag^] 而非[hagˋ]，「國」發 [guad^] 而非 [guedˋ] ，「飯」發「ponˋ」，「貓」發「ngiauˋ」而非「meu」，「聽」發「ten+」而非「tangˊ」...等。然而與海陸腔類似，大埔腔亦有齒齦後音。。與四縣腔的六聲調和海陸腔的七聲調不同，大埔腔除六個本調外還外加超陰平和去聲變調共八個聲調，總的聽來音調較為低沉，較為複雜。大埔腔的詞彙比較習慣不加上帶詞綴單音節衍聲複詞之詞尾，例如兒子是「倈 laiˋ」，不同於四縣腔之「倈仔 lai eˋ」。用字上，四縣腔語尾助詞之「忒 tedˋ」在大埔腔則講成「撇 ped^」，「我們」為「恩等en+ nenˊ」而非「恩兜enˇdeuˊ」，「一樣」較習慣說成「共款 kiung kuan^」而較少說成「共樣 kiung iong」。

#### 集中分布地區
1. 臺中市的豐原區、石岡區、東勢區、新社區、和平區；
2. 苗栗縣的卓蘭鎮。

### 饒平話
饒平腔（ngiau pin kiongˇ）（卓蘭：ngiauˋ pinˋ kiongˇ），為來自廣東省潮州府（今潮州市）的饒平縣的客語口音。

#### 集中分布地區
1. 中壢區的芝芭里許姓、雙連坡劉姓、三座屋邱姓、劉璞珍、劉奕坤家族、劉興善家族、鄧姓、興南庄、三座屋、過嶺、後寮陳姓、劉姓、大崙王姓。
2. 平鎮區的南勢。
3. 新屋區的犁頭洲劉姓、富源陳姓。
4. 觀音區的新坡。
5. 八德區的霄裡、官路缺袁、張、邱姓。
6. 大園區的許姓、邱姓。
7. 蘆竹區的南崁王姓。
8. 楊梅區的山子頂許姓。
9. 龍潭區的邱姓。
10. 新竹縣的芎林紙寮窩、上山、竹北市六家。
11. 苗栗縣的卓蘭（老庄）。
12. 彰化縣的員林、永靖、田尾（已閩南化，但其部分音韻特徵仍殘留，形成閩南語偏漳腔的永靖腔）。
13. 雲林縣的斗六劉姓、莿桐鄉饒平村。
14. 屏東縣的枋寮鄉。
15. 花蓮縣部分地區。

因原鄉的地緣關係，其音韻系統與詔安腔接近。如見組遇攝三等部分字保有[-iu]韻（例：「去」kiuˋ），其他客方言讀清顎齦擦音[ʃ-]者，有部分字在饒平與詔安皆讀清唇齒擦音[f-]（例：「水」fiˋ）。

### 詔安話
詔安腔（zhio^ onˇ kiongˇ），來自福建省漳州府的詔安縣、南靖縣、平和縣、雲霄縣的口音。因為位於閩南，語言上有不少與閩南語詞彙相同，但又有許多特色詞彙與音韻組合。詔安客語在聲調上的調值與饒平腔卓蘭口音幾乎相同。

#### 集中分布地區
1. 雲林縣的崙背、二崙、西螺、大埤鄉田寮部落
2. 桃園市的桃園區八德區、大園區、大溪區的黃興村，大溪區南興的黃姓、龍潭區、中壢區三座屋。
3. 台中市的西屯區、北屯區部分地區。
4. 新北市的新店區的安坑庄。
5. 南投縣的中寮鄉部分地區。
6. 嘉義縣的中埔鄉境內的詔安厝。
7. 台南市的白河區境內的詔安厝。
8. 宜蘭縣礁溪鄉十六結、壯圍鄉壯六、忠孝村、員山鄉蜊仔埤。

然今日除了雲林縣與桃園市，其他的詔安客家人分布區域均少有通詔安客語者。

### 永定腔
永定腔的使用者多是來自福建省汀州府永定縣、上杭縣、武平縣等三個縣的移民。據記載，北海岸三芝區1986年時仍有2名江姓老人可操持，石門區1950年代時僅剩幾人可流利使用。目前尚有桃園楊梅胡家、龍潭吳家、平鎮余家、觀音吳家、八德謝家；新竹胡家；於家庭內部使用。

### 長樂腔
長樂腔，作為臺灣客家語七大腔調（四海永樂大平安）之一，由嘉應州長樂縣（今梅州市五華）、惠州府永安縣的移民帶來。其語腔近於今梅州市五華縣南部琴江流域的口音。楊梅區老坑、中壢區、新屋區槺榔村、苗栗縣通霄鎮烏眉里仍有長樂腔使用者，然已退居家庭內部使用。

### 豐順腔
豐順腔是指來自於潮州府豐順縣、揭陽縣等兩個縣的移民，今日僅存桃園新屋、觀音藍埔里等地尚有分布，已退居家庭使用，使用者大多轉而使用其他腔調客家話，如新屋豐順客多轉用海陸腔，台中豐順客今日多使用大埔腔。

### 河婆話
河婆話，亦稱河婆客家話，是指祖籍為廣東省潮州府揭陽縣等地方的客家人所使用之客家語次方言。使用河婆話者，多居住在今日之屏東縣屏東市的林仔內一帶，而其亦散居在今日之臺東縣、苗栗縣、新竹縣、花蓮縣、臺北市等地方。學者鍾榮富指出，在客家語研究中，幾乎屬於必備的辭典——《客英大辭典》，其內容，即以揭陽縣的河婆話為編撰上的基礎。

#### 集中分布地區
1. 屏東縣屏東市；
2. 新竹縣竹東鎮；
3. 花蓮縣鳳林鎮。

### 汀州腔
汀州腔的使用者多是來自长汀縣、連城縣、寧化縣、歸化縣、清流縣等五个縣的移民。汀州府是客家族群的祖地之一，然而汀州腔與通常的粤台片客家語不同，它屬於北片客家語。在台灣的北片客家語，只有汀州腔一種（汀州府北部五縣），今日汀州客家話多已退居家庭使用，使用者大多轉而使用其他腔調客家話與閩南語。

### 平和腔
從詔安腔中分化出來，主要為平和縣移民使用，已退居家庭使用，使用者大多轉而使用其他腔調客家話與閩南語。
1. 桃園市桃園區、八德區（前立法委員呂新民家族）、中壢區、平鎮區、大園區呂姓、黃姓、觀音區。

### 南靖腔
從詔安腔中分化出來，主要為南靖縣移民使用，已退居家庭使用，使用者大多轉而使用其他腔調客家話與閩南語。

#### 集中分布地區
1. 桃園市桃園區呂姓（前任副總統呂秀蓮家族）。
2. 嘉義縣水上鄉
3. 新北市金山區黃家，1990年代尚有老人可操持，現僅剩70歲以上老人猶會少數詞彙。

### 武平腔
從永定腔中分化出來，主要為武平縣移民使用，1999年僅剩新北市石門區練釵女士能夠操持，在練釵女士過世後，2012年時已無人使用。

### 平遠腔
主要為廣東省平遠縣移民使用，目前新竹縣湖口鄉中勢村尚有耆老使用，該村居民祖籍為廣東省平遠縣東石鄉楊梅坑，於乾隆年間遷台。

### 紫金腔
主要為廣東省河源市紫金縣移民使用，目前新竹竹東、寶山、苗栗西湖劉氏尚有人使用。

### 混合區域
1. 彰化縣二林鎮、竹塘鄉、埤頭鄉：日治時代日本人為了種植甘蔗招募苗栗、新竹等地的客家人前來移墾，而形成的客家新聚落，雖然聚落頗多，但都在源成農場範圍的七界之內，因此，這些客家庄，才都被稱為「七界內」。
2. 南投縣國姓鄉：來自臺中東勢、苗栗卓蘭和新竹等地前來的客家人，佔了境內族群的75%。
3. 南投縣埔里鎮：一百年前，來自台中東勢、苗栗、桃園和新竹等地移居來的客家人，佔了鎮內人口結構的80%。
4. 花蓮縣鳳林鎮：是一個客家鎮，目前全鎮客家人口約占百分之八十，是一百年來，相繼自臺北、宜蘭、新竹、苗栗等地遷入者。

#### 四海腔
羅肇錦於1998年提出「四海話」，指出四縣話和海陸話混合以後，會產生有別於四縣腔與海陸腔的新客家話（四海話），主要流行在四縣與海陸的混合地區，如桃園平鎮、楊梅，與花東縱谷地區。這種「四海話」成了今天最普遍的混合型客家話。

### 未知區域
1. 彰化縣的溪州鄉部分地區。
2. 南投縣的魚池、水里、信義。
3. 嘉義縣的中埔鄉境內中埔、牛稠埔、枋子林、詔安厝、海豐厝、客庄等地仍有少數的客家人。
4. 台南市的白河區白河店仔口村民以「客庄內」自稱。
5. 宜蘭縣的員山鄉及三星，蘇澳、冬山、礁溪、羅東部分地區。
6. 花蓮縣的花蓮市部分地區。

## 語音
臺灣客家語，是一種單音節語言，其通常是在一個音節中，包含了聲母、韻母、聲調三要素。它的韻母，亦可分為韻頭、韻腹、韻尾三要素。而在每一音節中，韻腹與聲調，乃必不可缺的要素。即使其餘的要素不齊全，該語言的音節，仍然能夠成立。同時，它是以聲調來區別不同的詞與語素的語言。因此，臺灣客家語，也是一種聲調語言，其次方言之間的差異，主要即以聲調為主。例如，「東」字的聲韻，均是／dung／。不過，該字在聲調上，四縣腔為24；海陸腔為53；大埔腔為33；饒平腔為11；詔安腔為22；永定腔為33。

### 元音
下表以四縣腔為主，其它腔調另予標明。其中上排為國際音標，下排左為客家語拼音方案，下排右為臺灣方音符號。
|          | 前元音    | 央元音     | 後元音    |
| -------- | --------- | ---------- | --------- |
| 高元音   | [i] i／ㄧ | [ɨ] ii／帀 | [u] u／ㄨ |
| 中元音   | [e] e／ㄝ | [ə] er／ㄜ | [o] o／ㄛ |
| 次低元音 | [ɛ] ee    |            | [ɔ] oo    |
| 低元音   |           | [a] a／ㄚ  |           |

1. ee、oo僅用於詔安腔。
2. er僅用於海陸、饒平腔的小稱詞尾。
3. 卓蘭饒平腔、雲林詔安腔、六堆高樹等，無元音/ɨ/。[來源請求]

### 輔音
下表以四縣腔為主，其它腔調另予標明。其中上排為國際音標，下排由左至右依序為：客語白話字、客家語拼音方案、臺灣方音符號。
|        |        | 雙唇音       | 雙唇音      | 唇齒音   | 唇齒音    | 齒齦音        | 齒齦音   | 齦後音          | 齦後音       | 齦顎音         | 硬顎音         | 軟顎音       | 軟顎音    | 聲門音       |
| 清音   | 濁音   | 清音         | 濁音        | 清音     | 濁音      | 清音          | 濁音     | 清音            | 濁音         | 清音           | 濁音           | 清音         |           |              |
| ------ | ------ | ------------ | ----------- | -------- | --------- | ------------- | -------- | --------------- | ------------ | -------------- | -------------- | ------------ | --------- | ------------ |
| 鼻音   | 鼻音   |              | [m] m ㄇ    |          |           |               | [n] n ㄋ |                 |              |                | [ɲ] ngi ㄬ     |              | [ŋ] ng ㄫ |              |
| 塞音   | 不送氣 | [p] p,b ㄅ   | [b] v,bb ㆠ |          |           | [t] t,d ㄉ    |          |                 |              |                |                | [k] k,g ㄍ   |           | [ʔ] （不標） |
| 塞音   | 送氣   | [pʰ] ph,p ㄆ |             |          |           | [tʰ] th,t ㄊ  |          |                 |              |                |                | [kʰ] kh,k ㄎ |           |              |
| 塞擦音 | 不送氣 |              |             |          |           | [ʦ] ch,z ㄗ   |          | [ʧ] chi,zh ㄓ   |              | [ʨ] chi,j ㄐ   |                |              |           |              |
| 塞擦音 | 送氣   |              |             |          |           | [ʦʰ] chh,c ㄘ |          | [ʧʰ] chhi,ch ㄔ |              | [ʨʰ] chhi,q ㄑ |                |              |           |              |
| 擦音   | 擦音   |              |             | [f] f ㄈ | [v] v ㄪ  | [s] s ㄙ      |          | [ʃ] si,sh ㄕ    | [ʒ] si,rh ㄖ | [ɕ] si,x ㄒ    |                |              |           | [h] h ㄏ     |
| 近音   | 近音   |              |             |          | [ʋ] v* ㄪ |               |          |                 |              |                | [j] y （不標） |              |           |              |
| 邊音   | 邊音   |              |             |          |           |               | [l] l ㄌ |                 |              |                |                |              |           |              |

1. bb用於雲林詔安腔。
2. 部分學者認為v應為/ʋ/而非/v/。[來源請求]
3. 四縣腔與南四縣腔之z、c、s、ng /ts, tsʰ, s, ŋ/遇到介音/j/時會顎化成為/tɕ, tɕʰ, ɕ, ɲ/。前三者於客家語拼音方案必須寫成j、q、x。至於其他腔調如海陸腔，由於沒有顎化，因此仍記作z、c、s。
4. 海陸腔、永定腔、饒平腔、詔安腔、大埔腔、卓蘭腔有zh、ch、sh、rh /tʃ, tʃʰ, ʃ, ʒ/。六堆地區的高樹、新埤、佳冬的四縣腔比其他地區的四縣腔多出一輔音/ʒ/。[來源請求]

### 聲調
下表聲調資料取自客委會教材。
|                | 陰平  | 陽平   | 上聲  | 陰去  | 陽去  | 陰入   | 陽入   | 備註         |
| -------------- | ----- | ------ | ----- | ----- | ----- | ------ | ------ | ------------ |
| 例字           | 夫    | 扶     | 府    | 富    | 護    | 福     | 服     |              |
| 北四縣腔(苗栗) | vˊ 24 | vˇ 11  | vˋ 31 | v 55  | v 55  | vdˋ 2  | vd 5   |              |
| 南四縣腔(美濃) | v+ 33 | vˇ 11  | vˋ 31 | v 55  | v 55  | vdˋ 2  | vd 5   |              |
| 海陸腔         | vˋ 53 | v 55   | vˊ 24 | vˇ 11 | v+ 33 | vd 5   | vdˋ 2  |              |
| 大埔腔         | v+ 33 | vˇ 113 | v^ 31 | vˋ 53 | vˋ 53 | vd^ 21 | vdˋ 54 | 超陰平 vˊ35  |
| 饒平腔(新竹)   | vˇ 11 | v 55   | vˋ 53 | vˋ 53 | vˊ 24 | vˋ 2   | v 5    |              |
| 饒平腔(卓蘭)   | vˇ 11 | vˋ 53  | v^ 31 | v^ 31 | v 55  | vˋ 2   | v 5    | 超陰入 vˊ 24 |
| 詔安腔         | vˇ 11 | vˋ 53  | v^ 31 | v^ 31 | v 55  | vdˊ 24 | vdˋ 43 |              |

1. v代表韻母，vd則為帶塞音尾的韻母，亦即所謂入聲韻；聲調符號統一標示在右上方。
2. 臺灣客家語上聲不分陰陽。
3. 詔安腔g韻尾消失之陰入字，其調值為接近舒聲的24；詔安腔g韻尾消失之陽入字，其調值歸併到陽去調。

學者鄭明中與他的學生從事了一系列的聲學分析，發現所得出的聲調資料與傳統調查有些出入。
|                | 陰平 | 陽平 | 上聲 | 去聲 | 陰入 | 陽入 |
| -------------- | ---- | ---- | ---- | ---- | ---- | ---- |
| 羅肇錦（2007） | 24   | 11   | 31   | 55   | 2    | 5    |
| 鄭明中（2018） | 34   | 31   | 42   | 44   | 43   | 54   |

|                | 陰平 | 陽平 | 上聲 | 去聲 | 陰入 | 陽入 |
| -------------- | ---- | ---- | ---- | ---- | ---- | ---- |
| 董忠司（1994） | 33   | 113  | 31   | 53   | 32   | 5    |
| 鄭明中（2014） | 33   | 23   | 41   | 52   | 42   | 54   |

|                | 陰平 | 陽平 | 上聲 | 去聲 | 陰入 | 陽入 |
| -------------- | ---- | ---- | ---- | ---- | ---- | ---- |
| 呂嵩雁（1993） | 11   | 53   | 31   | 55   | 32   | 5    |
| 鄭明中（2014） | 31   | 53   | 41   | 43   | 31   | 4    |

### 變調

#### 四縣腔之變調
陰平(24)後接陰平(24)、去聲(55)或陽入(5)音節時，前字變調成低平調(11)，類似陽平。
- 新衫 (xinˊ samˊ) 讀如 xinˇ samˊ。
- 針線 (ziimˊ xien) 讀如 ziimˇ xien。
- 音樂 (imˊ ngog) 讀如 imˇ ngog。

#### 海陸腔之變調
1. 上聲(24)後接任何音節時，前字變調成中平調(33)，類似陽去。
- 管理 (gonˊ liˋ) 讀如 gon+ liˋ。
- 好心 (hoˊ simˋ) 讀如 ho+ simˋ。
- 水車 (shuiˊ chaˋ) 讀如 shui+ chaˋ。

2. 陰入(5)後接任何音節時，前字變調成低促調(2)，類似陽入。
- 竹東 (zhug dungˋ) 讀如 zhugˋ dungˋ。
- 鐵鎚 (tied chui) 讀如 tiedˋ chui。
- 叔伯 (shug bag) 讀如 shugˋ bag。

#### 大埔腔之變調
1. 陰平(33)後接陽平(113)、上聲(31)、陰入(21)時，前字變調成高升調(35)。
- 湯匙 (tong+ shiˇ)讀如 tongˊ shiˇ。
- 菅草 (gon+ co^)讀如 gonˊ co^。
- 豬肉 (zhu+ ngiug^)讀如 zhuˊ ngiug^。

2. 兩個陽平調(113)一起連讀時，前字變調成中平調(33)。
- 黃梨 (vongˇ liˇ) 讀如 vong+ liˇ。
- 葡萄 (puˇ toˇ) 讀如 pu+ toˇ。

3. 去聲(53)後接上聲(31)、去聲(53)、陰入(21)、陽入(54)時，前字變調成高平調(55)。
- 賣米 (maiˋ mi^)讀如 mai mi^。
- 暢壞 (tiongˋ faiˋ)讀如 tiong faiˋ。
- 豆莢 (teuˋ giab^)讀如 teu giab^。
- 配合 (puiˋ hab)讀如 pui hab。

### 音韻現象

#### 次方言間音韻對應
下面比較客家語各次方言的讀音異同：

##### 聲母
| 例字 | 苗栗四縣 | 新竹海陸 | 台中大埔 | 新竹饒平 | 雲林詔安 | 新屋豐順 | 新屋長樂 | 臺灣平遠 |
| ---- | -------- | -------- | -------- | -------- | -------- | -------- | -------- | -------- |
| 夫   | fu24     | fu53     | fu33     | fu11     | fu11     |          | fu55     |          |
| 飛   | pi24     | pui53    | pui33    | pui11    | pui11    |          |          |          |
| 蜂   | pʰuŋ24   | pʰuŋ53   | pʰuŋ33   | pʰuŋ11   | pʰuŋ11   |          |          |          |
| 翻   | pʰon24   | pʰon53   | pʰon33   | pʰon11   |          |          |          |          |
| 婦   | fu55     | fu33     | fu53     | fu24     | fu55     |          | fu33     |          |
| 飯   | fan55    | pʰon33   | pʰon53   | pʰon24   | pʰon55   |          |          |          |
| 舞   | vu31     | vu24     | vu31     | vu53     | bu31     |          | vu31     |          |
| 蚊   | mun24    | mun53    | mun33    | mun11    | mun11    |          | mun55    |          |
| 桌   | tsok2    | tsok5    | tsok21   | tsok2    | tsə24    |          | tsok32   |          |
| 晝   | tsu55    | tʃiu11   | tʃiu53   | tʃiu53   | tʃiu31   |          | tʃiu53   |          |
| 豬   | tsu24    | tʃu53    | tʃu33    | tʃu11    | tʃi11    |          | tʃu55    |          |
| 直   | tsʰɿt5   | tʃʰit2   | tʃʰit54  | tʃʰit5   | tʃʰit43  |          | tʃʰit54  |          |
| 賺   | tsʰon55  | tsʰon33  | tsʰon53  |          |          |          |          |          |
| 借   | tɕia55   | tsia11   | tsia53   |          |          |          |          |          |
| 醋   | tsʰɿ55   | sɿ11     | tsʰɿ53   |          |          |          |          |          |
| 坐   | tsʰo24   | tsʰo53   | tsʰo33   | tsʰo11   | tsʰə11   |          |          |          |
| 漸   | tɕʰiam55 | tsʰiam11 | tsʰiam53 |          |          |          |          |          |
| 謝   | tɕʰia55  | tsʰia11  | tsʰia53  | tsʰia24  | tsʰia55  |          |          |          |
| 俗   | ɕiuk5    | siuk2    | siuk54   | siuk5    | siu55    |          |          |          |
| 捉   | tsok2    | tsuk5    | tsok21   | tsuk2    | tsə24    |          |          |          |
| 窗   | tsʰuŋ24  | tsʰuŋ53  | tsʰiuŋ33 |          |          |          |          |          |
| 曬   | sai55    | sai11    | sai53    |          |          |          |          |          |
| 遮   | tsa24    | tʃa53    | tʃia33   |          |          |          |          |          |
| 針   | tsɿm24   | tʃim53   | tʃim33   |          |          |          |          |          |
| 車   | tsʰa24   | tʃʰa53   | tʃʰia33  | tʃʰa11   | tʃʰa11   |          | tʃʰa55   |          |
| 齒   | tsʰɿ31   | tʃʰi53   | tʃʰi31   |          |          |          |          |          |
| 神   | sɿn11    | ʃin55    | ʃin113   | ʃin55    | ʃin53    |          |          |          |
| 脣   | sun11    | ʃun55    | ʃiun113  | fin55    | fin53    |          |          |          |
| 鼠   | tsʰu31   | tʃʰu24   | tʃʰiu31  | tʃʰu53   | tʃʰi31   |          |          |          |
| 手   | su31     | ʃiu24    | ʃiu33    | ʃiu53    | ʃiu31    |          |          |          |
| 樹   | su55     | ʃu33     | ʃu53     | ʃu24     | ʃi55     |          |          |          |
| 軟   | ɲion24   | ɲion53   | ɲion33   | ɲien11   | ɲien11   |          |          |          |
| 溪   | hai24    | hai53    | kʰie33   | kʰie11   | kʰe11    |          |          |          |
| 去   | hi55     | hi11     | kʰi53    | kʰiu53   | kʰui31   |          |          |          |
| 苦   | fu31     | fu24     | kʰu31    | kʰu53    | kʰu31    |          |          |          |
| 共   | kʰiuŋ55  | kʰiuŋ33  | kʰiuŋ53  | kʰiuŋ24  | kʰuŋ55   |          |          |          |
| 銀   | ɲiun11   | ɲiun55   | ɲiun113  | ɲiun55   | ɲun53    |          |          |          |
| 烏   | vu24     | vu53     | vu33     | vu11     | vu11     |          |          |          |
| 海   | hoi31    | hoi24    | hoi31    | hoi53    | hoi31    |          |          |          |
| 火   | fo31     | fo24     | fo31     | fo53     | fə31     |          |          |          |
| 幸   | hen55    | hen33    | hen53    | hen24    | hen55    |          |          |          |
| 回   | fi11     | fui55    | fui113   | fui55    | fue53    |          | fui13    |          |
| 禾   | vo11     | vo55     | vo113    | vo55     | bə53     |          |          |          |
| 雨   | i31      | ʒi24     | ʒi31     | vu53     | bu31     |          |          |          |
| 油   | iu11     | ʒiu55    | ʒiu113   | ʒiu55    | ʒiu53    |          |          |          |

### 文白異讀
文白異讀是漢語一字多音的特殊現象。此種異讀有兩個特色：一是歷史層次不同，二是語義不同。白讀音（白話音）代表較古老的歷史層次，文讀音（讀書音）則代表較晚的層次，因此後者比較接近現代標準漢語。語義的部分，以閩南語為例，「雨水」一詞白讀音為hōo-tsuí，即一般意義下的雨水；其文讀音為ú-suí，指的是二十四節氣的一種。下表以臺灣四縣客家話為例，列舉部分文白異讀例字：
| 漢字 | 白讀  | 例字                 | 文讀  | 例字                |
| ---- | ----- | -------------------- | ----- | ------------------- |
| 發   | bodˋ  | 發病bodˋ piang       | fadˋ  | 發生fadˋ senˊ       |
| 放   | biong | 放尞biong liau       | fong  | 放生fong senˊ       |
| 飛   | biˊ   | 飛biˊ                | fiˊ   | 飛行機fiˊ hangˇ giˊ |
| 無   | moˇ   | 無錢moˇ qienˇ        | vuˇ   | 無聊vuˇ liauˇ       |
| 鳥   | diauˊ | 鳥仔diauˊ eˋ         | niauˋ |                     |
| 值   | dad   | 值錢dad qienˇ        | ciid  | 價值ga ciid         |
| 會   | voi   | 毋會mˇ voi           | fi    | 開會koiˊ fi         |
| 合   | gabˋ  | 合藥仔gabˋ iog eˋ    | hab   | 合作hab zogˋ        |
| 苦   | fuˋ   | 苦瓜fuˋ guaˊ         | kuˋ   | 艱苦gienˊ kuˋ       |
| 口   | heuˋ  | 口涎heuˋ lanˊ        | kieuˋ | 人口nginˇ kieuˋ     |
| 肯   | henˋ  | 毋肯mˇ henˋ          | kienˋ | 肯定kienˋ tin       |
| 弟   | taiˊ  | 老弟loˋ taiˊ         | ti    | 兄弟hiungˊ ti       |
| 生   | sangˊ | 學生hog sangˊ        | senˊ  | 生理senˊ liˊ        |
| 成   | sangˇ | 毋成人mˇ sangˇ nginˇ | siinˇ | 成功siinˇ gungˊ     |

## 詞彙
在歷史的演變下，1941年至1945年間在皇民化運動中所推行之日語與1946年至1985年間由中國國民黨政府所推行之國語，以及2000年至2008年間由民主進步黨政府所推行之閩南語，均是影響了臺灣客家語的內涵與表達方式。這亦使得今日在臺灣的各種客家語，帶有大量的日語、國語、閩南語的詞彙。它們是同中國大陸地區的客家語之間，存有明顯的差異。

## 書寫系統
教育部的《臺灣客語辭典》、《部編版客家語分級教材》，以及客委會之客語能力認證教材，均以漢字為書寫系統，佐以客家語拼音方案。客家語拼音方案及客語通用拼音均屬於注音性質，並非文字。日治時期亦有廣東語假名作為客家語的拼音系統。

### 漢字
方言皆存在「方言字」，客語中也有自己的方言字。比如。可使用教育部的「好客輸入法」輸入 或意傳科技的「意傳客文輸入法」。

### 客家語拼音方案
原名臺灣客家語拼音方案，為目前中華民國教育部所公告的臺灣客家語羅馬拼音方案。

### 客語通用拼音
全名臺灣客語通用拼音方案，屬於1998年由余伯泉領導的小組擬定之通用拼音系統中的一部分。

### 客語白話字
又稱客語羅馬拼音，是西方傳教士用來拼寫客家話的文字。例如，以下節錄自《客語聖經》中的詩篇1:1至1:3，而且採用漢字與白話字並排呈現的文字：
| Sṳ̍t-chhai Yû Fuk-hi ke Ngìn                    | 實在有福氣个人           |
| Liá-chúng ngìn he sṳ̍t-chhai yû fuk-hi ke ngìn: | 這種人係實在有福氣个人： |
| Kì m̀ chhiùng fái-ngìn ke kie-mèu,              | 佢毋從壞人个計謀，       |
| m̀ thèn chhui-ngìn ke kiok-phu,                 | 毋跈罪人个腳步，         |
| m̀ lâu méu-sṳ Song-ti ke ngìn cho-phân.         | 毋㧯藐視上帝个人做伴。   |
| Kì chṳ́-yû fôn-hí Song-chú ke kau-sṳ,           | 佢只有歡喜上主个教示，   |
| ngit-ya sṳ̂-sióng ngiên-kiu.                    | 日夜思想研究。           |
| Kì chhiong chung chhai hò-pa-sùn ke kó-chṳ́-su, | 佢像種在河壩滣个果子樹， |
| cheu sṳ̀-chiet kiet kó-chṳ́,                     | 照時節結果子，           |
| su-ya̍p m̀-voi châu-thet.                        | 樹葉毋會燥掉。           |
| Kì só-cho ke sṳ chhiòn-phu sun-li!             | 佢所做个事全部順利！     |

## 使用人口
根據2021年調查報告，臺灣客家族群使用四縣腔者計有57.7%，南四縣腔有5.8%，海陸腔為44.4%，大埔腔佔5.9%，饒平腔2.4%，詔安腔佔1.6%。由於同一人可能操持一種以上客家語次方言，統計數字加總會超過100%（有26.7%民眾會使用兩種以上客家語）。

## 能力認證
自2005年起，中華民國客家委員會，即對臺灣客家語的使用者，辦理語言能力程度的認證。該認證，為「客語能力認證」。它的認證等級，區分為基礎級、初級、中級、中高級、高級、專業級等六種。在該認證中，臺灣客家語次方言，分有四縣腔、海陸腔、大埔腔、饒平腔、詔安腔等五種。而通過該認證者，會由客家委員會發給相應等級的「客語能力認證合格證書」，以證明通過認證者的客語能力程度。

## 文學
臺灣客家語文學，是指以客家語為創作符號的作品，其包含了客家語新文學、客家語流行歌詞等內容。學者黃菊芳認為，在臺灣民間社會中，最早創辦的純粹客家語文學刊物，是由黃子堯、邱一帆等人於2010年1月所創辦之季刊——《文學客家》。

## 媒體

### 電視臺
2003年7月1日，在時任行政院客家委員會主任委員葉菊蘭的支持下，「客家電視臺」正式開播。它為全臺灣客家語（四縣腔、海陸腔、大埔腔、饒平腔、詔安腔）發音的電視頻道，亦是臺灣公共廣播電視集團旗下之電視媒體。學者飯島典子指出，於2003年開播的客家電視臺，其標語——「胸懷客家，立足臺灣，關懷本土，放眼天下」，是「一方面暗示著他們想把臺灣打造成全球客家文化中心的想法，另一方面也為與大陸協調，絞盡腦汁提出臺灣獨立派與統一派之妥協點。」

### 廣播電臺

#### 寶島客家廣播電臺
1994年9月18日，在鍾肇政、梁榮茂、黃子堯、黃永達、陳貴賢等多人的共同籌劃下，全世界第一家以客家話為主要廣播節目語言的「寶島客家電臺」，正式在臺北市羅斯福路二段上播送。

#### 講客廣播電臺
講客廣播電臺，是臺灣第一家以客家語播音放送的全國廣播電臺，其由客家委員會所設立，而於2017年6月23日開播。目前是由客家公共傳播基金會所經營。

## 學術研究

### 機構與團體
在臺灣，關於臺灣客家語的教學研究單位有：
- 國立臺灣戲曲學院客家戲學系；
- 國立中央大學客家學院；
- 國立陽明交通大學客家文化學院；
- 國立聯合大學客家研究學院；
- 國立高雄師範大學文學院客家文化研究所；
- 國立屏東大學人文社會學院客家文化產業碩士學位學程；
- 國立屏東科技大學人文暨社會科學院客家文化產業研究所。

### 客語音韻研究
- 朱心怡。(2007)。新竹「饒平」與「海陸」客話音韻比較研究（碩士論文）。國立中央大學。
- 江欣潔。(2013)。馬來西亞沙巴龍川客家話研究（碩士論文）。國立中央大學。
- 江俊龍。(2003)。兩岸大埔客家話研究（碩士論文）。國立中正大學。
- 呂素慧。(2013)。福建永定高陂客家話研究（碩士論文）。國立中央大學。
- 呂茗芬。(2007)。屏東地區閩客雙方言接觸現象—以保力、武洛及大埔為例（碩士論文）。國立高雄師範大學。
- 呂嵩雁。(2016)。臺灣河婆客語的源與變（研究報告）。
- 李俊彥。(2018)。廣西恭城縣龍虎鄉客家話研究（碩士論文）。國立中央大學。
- 李泉祿。(2010)。武平中山鎮客家話研究（碩士論文）。國立中央大學。
- 李珊伶。(2016)。閩西連城縣賴源客家話研究—以下村、黃地村為例（碩士論文）。國立中央大學。
- 李庭慧。(2014)。四川成都東山客家話研究—以三聖鄉、黃土鎮、木蘭鎮為例（碩士論文）。國立中央大學。
- 李慶華。(2012)。灰寨客家話研究（碩士論文）。國立中央大學。
- 邱以正。(2013)。花蓮鳳林四海話音韻研究（碩士論文）。國立東華大學。
- 邱玉珠。(2015)。屏東縣長治鄉四縣客家話之內部異同研究（碩士論文）。國立高雄師範大學。
- 邱仲森。(2005)。台灣苗栗與廣東興寧客家話比較研究（碩士論文）。國立新竹教育大學。
- 夏附閔。(2013)。福建省南靖梅林客家話研究（碩士論文）。國立中央大學。
- 徐汎平。(2010)。廣東五華客家話比較研究（碩士論文）。國立中央大學。
- 徐雨薇。(2009)。永定新舊移民之客家話比較—以楊梅鎮秀才窩與蘆竹鄉羊稠村為例（碩士論文）。國立中央大學。
- 徐秋蓮。(2019)。馬來西亞柔佛州古來惠州客家話研究（碩士論文）。國立中央大學。
- 徐貴榮。(2007)。台灣饒平客話音韻的源與變（博士論文）。國立新竹教育大學。
- 徐瑞珠。(2005)。苗栗卓蘭客家話研究（碩士論文）。國立高雄師範大學。
- 徐賢德。(2014)。高樹客家話語言接觸研究（博士論文）。臺北市立大學。
- 涂政強。(2013)。桃園楊梅地區四海與海四客語語言接觸研究（碩士論文）。國立中央大學。
- 張孟涵。(2010)。關西饒平客家話調查研究—以鄭屋、許屋為例（碩士論文）。國立中央大學。
- 張為閔。(2008)。台海兩岸海豐客語之變異及其研究（碩士論文）。國立新竹教育大學。
- 梁心俞。(2007)。印尼西加地區海陸客語接觸研究（碩士論文）。輔仁大學。
- 梁萩香。(2015)。泰國曼谷的梅縣客家話研究（碩士論文）。國立中央大學。
- 陳秀琪。(2002)。台灣漳州客家話的研究—以詔安話為代表（碩士論文）。國立新竹師範學院。
- 陳秀琴。(2013)。河婆客家話研究（碩士論文）。國立中央大學。
- 陳淑娟。(2002)。桃園大牛欄台閩語、客語接觸之語音變化與語言轉移（博士論文）。國立臺灣大學。
- 彭淑鈴。(2013)。上杭古田客家話研究（碩士論文）。國立中央大學。
- 彭盛星。(2004)。台灣五華（長樂）客家話研究（碩士論文）。國立新竹教育大學。
- 彭富美。(2019)。廣西柳城縣沙埔鎮客家話研究（碩士論文）。國立中央大學。
- 彭瑞珠。(2013)。臺灣、大陸、馬來西亞三地梅縣客話比較研究（碩士論文）。國立中央大學。
- 曾鈺娟。(2011)。台灣桃竹地區四海話演變趨向（碩士論文）。國立清華大學。
- 黃秀媛。(2010)。揭西五雲鎮客家話的音韻研究（碩士論文）。國立中央大學。
- 黃怡慧。(2004)。台灣南部四海客家話的研究（碩士論文）。國立高雄師範大學。
- 黃美珠。(2013)。國姓鄉1948年來臺之陸豐客話研究（碩士論文）。國立中央大學。
- 黃美瑩。(2012)。廣西省昭平縣樟木林鄉客家話研究（碩士論文）。國立中央大學。
- 黃素珍。(2013)。印尼坤甸客家話研究（碩士論文）。國立中央大學。
- 黃淑景。(2014)。新竹客家話海陸腔與饒平腔[ʒ-][v-]聲母的比較（碩士論文）。國立新竹教育大學。
- 黃雯君。(2005)。台灣四縣海陸客家話比較研究（碩士論文）。國立新竹教育大學。
- 楊昱光。(2011)。關西湖肚饒平客話研究（碩士論文）。國立中央大學。
- 楊燕國。(2013)。關西六曲窩海陸客話音韻研究（碩士論文）。國立中央大學。
- 溫秀雯。(2003)。桃園高家豐順客話音韻研究（碩士論文）。國立新竹師範學院。
- 葉姍佩。(2016)。泰國曼谷的豐順客家話研究（碩士論文）。國立中央大學。
- 廖俊龍。(2011)。臺閩兩地詔安客語語音比較研究（碩士論文）。國立新竹教育大學。
- 廖烈震。(2002)。雲林縣崙背地區詔安客話音韻研究（碩士論文）。臺北市立師範學院。
- 劉淑惠。(2014)。廣西鍾山客家話研究（碩士論文）。國立中央大學。
- 劉勝權。(2013)。粵北始興客家音韻及其周邊方言之關係（博士論文）。臺北市立教育大學。
- 鄭玉華。(2013)。四川簡陽客家話研究—以踏水鎮為例（碩士論文）。國立中央大學。
- 賴文英。(2004)。新屋鄉呂屋豐順腔客話研究（碩士論文）。國立高雄師範大學。
- 賴桂玉。(2013)。臺灣桃園地區詔安客家話之研究（碩士論文）。國立中央大學。
- 賴朝揚。(2013)。台灣平遠客家話研究—以湖口鄉賴屋庄為例（碩士論文）。國立中央大學。
- 賴維凱。(2008)。高樹大路關與內埔客家話比較研究（碩士論文）。國立中央大學。
- 戴伶伊。(2012)。湖南平江縣、攸縣、新田縣客家話音韻研究（碩士論文）。國立中央大學。
- 魏新仲。(2014)。廣西省賀州市蓮塘鎮客家話研究（碩士論文）。國立中央大學。

## 外部連結
- 客家腔調分佈與語言復甦
- 教育部臺灣客家語書寫推薦用字漢字選用原則 （页面存档备份，存于）
- 教育部臺灣客語辭典 （页面存档备份，存于）
- 新編客家語六腔辭典 （页面存档备份，存于）
- 客委會客語認證詞彙資料庫 （页面存档备份，存于）（舊名臺灣客語詞彙資料庫）
- 臺灣客家語言地圖網
- 教育部臺灣客家語拼音輸入法 （页面存档备份，存于）
- 饒平客家話寓言故事（含語音示範） （页面存档备份，存于）
- 饒平半山客
- 教育部母語學習fun輕鬆
- 哈客網路學院
- 臺灣客家數位圖書館 （页面存档备份，存于）
- 客語教師進修網
- 教育部客家語拼音學習網 （页面存档备份，存于）
- 客家語拼音方案使用手冊 （页面存档备份，存于）
- 教育部客家語拼音學習手冊 （页面存档备份，存于）
- 客委會客語友善環境數位教材